# Сарсиг (Бихор)
Сарсиг (рум. Sărsig) насеље је у Румунији у округу Бихор у општини Кишлаз. Oпштина се налази на надморској висини од 118 m.

## Становништво
Према подацима из 2002. године у насељу је живело 315 становника.

### Попис2002.
| Расподела становништва по националности 2002.‍ | Расподела становништва по националности 2002.‍ | Расподела становништва по националности 2002.‍ | Расподела становништва по националности 2002.‍ | Расподела становништва по националности 2002.‍ |
| --------------------------------------------- | --------------------------------------------- | --------------------------------------------- | --------------------------------------------- | --------------------------------------------- |
|                                               |                                               |                                               |                                               |                                               |
| Румуни                                        | Румуни                                        |                                               | 255                                           | 81,0%                                         |
| Мађари                                        | Мађари                                        |                                               | 11                                            | 3,5%                                          |
| Роми                                          | Роми                                          |                                               | 49                                            | 15,6%                                         |